# Nyctophilus timoriensis
Nyctophilus timoriensis је врста слепог миша из породице вечерњака (лат. Vespertilionidae).

## Распрострањење
Врста има станиште у Аустралији и Папуи Новој Гвинеји.

## Станиште
Врста Nyctophilus timoriensis има станиште на копну.
Врста је по висини распрострањена од нивоа мора до 1.600 метара надморске висине. 

## Угроженост
Подаци о распрострањености ове врсте су недовољни.

### Популациони тренд
Популација ове врсте се смањује, судећи по расположивим подацима.